# Punalur
Punalur è una suddivisione dell'India, classificata come municipality, di 47.226 abitanti, situata nel distretto di Kollam, nello stato federato del Kerala. In base al numero di abitanti la città rientra nella classe III (da 20.000 a 49.999 persone).

## Geografia fisica
La città è situata a 9° 0' 0 N e 76° 55' 60 E e ha un'altitudine di 55 m s.l.m..

## Società

### Evoluzione demografica
Al censimento del 2001 la popolazione di Punalur assommava a 47.226 persone, delle quali 22.936 maschi e 24.290 femmine. I bambini di età inferiore o uguale ai sei anni assommavano a 4.846, dei quali 2.557 maschi e 2.289 femmine. Infine, coloro che erano in grado di saper almeno leggere e scrivere erano 39.492, dei quali 19.524 maschi e 19.968 femmine.